# Forte (område)
 For alternative betydninger, se Forte. (Se også artikler, som begynder med Forte)
En forte var i landsbyfællesskabets tid et fælles areal midt i landsbyen og kunne bestå af et gadekær omgivet af vedvarende græs, der blev gennemskåret af hjulspor fra de veje, der gik til og fra byen.
På forten var kvæget lukket inde om natten. Her blev det vandet, og her har oldermandslauget måske holdt rådslagning. Om sommeren var forten stedet, hvor de unge holdt majfester. Forten har været byens og omegnens samlingssted, og om sommeren blev husdyrene drevet ind fra græsningsarelaerne omkring byen til malkning og vanding. Forten har oprindeligt været helt fri for bebyggelse, men kan senere være helt eller delvist bebygget.